# Robadje
Robadje – wieś w Chorwacji, w żupanii medzimurskiej, w gminie Štrigova. W 2011 roku liczyła 159 mieszkańców.